# NPC (밈)
NPC (혹은 NPC Wojak)은 서양에서 정치적 좌파 성향의 사람이 자기주도적으로 생각하지 않는 경우를 풍자할 때 사용된다.
NPC는 Wojak 밈의 얼굴을 기반으로 하여 창작되었으며 2016년 7월 이미지호스팅 사이트인 4chan에서 처음으로 게재 및 소개되었다.
그 후 많은 관심을 받게 되어 The New York Times, The Verge, BBC, Breitbart News Network와 같은 인터넷 신문에서 사용되었다.

## 같이 보기
- 폴란드볼
- 롤캣